# Samuel Mercer
Pour les articles homonymes, voir Mercer.
Samuel Mercer est un acteur et danseur français, né le 29 juillet 1992 à Paris.

## Biographie
À partir de 2009, il tourne dans plusieurs films pour le cinéma et la télévision, notamment avec la réalisatrice Josée Dayan dans La Mauvaise Rencontre, rôle principal avec Jeanne Moreau.
En 2011, à l’âge de 18 ans, Samuel commence ses études à la Folkwang Université des Arts en Allemagne dirigée pendant plus de 30 ans par la chorégraphe Pina Bausch. Il poursuit sa formation pendant 4 années entre Danse et Théâtre.
En 2013, il incarne le rôle clé de Raymond Radiguet dans le film Opium d'Arielle Dombasle, en sélection officielle au Festival de Cannes 2013.
En 2016, Samuel paraît en tant que premier rôle dans le long métrage Midnight Dreamers de Lifang Wan, sortie en 2019 en Chine.
Samuel Mercer est directeur, scénographe et artiste interprète de la compagnie Tangente depuis 2017. Il s'agit d'un collectif d'artistes pluridisciplinaires avec la vision commune d'un théâtre expérimental et engagé s'employant à faire découvrir de nouvelles formes de rencontres entre un auteur et le public.

## Filmographie

### Cinéma

#### Longs métrages
- 2013 : Opium d'Arielle Dombasle : rôle principal Raymond Radiguet
- 2019 : Midnight Dreamers de Lifang Wang et Franchin Don : rôle principal Vincent
- 2022 : Un jour fille de Jean-Claude Monod : Le Journaliste

#### Courts métrages
- 2009 : Au fond de l'eau de Tigrane Avedikian : Romain
- 2009 : Point mort, point fort de Jean-Pierre Germain

### Télévision

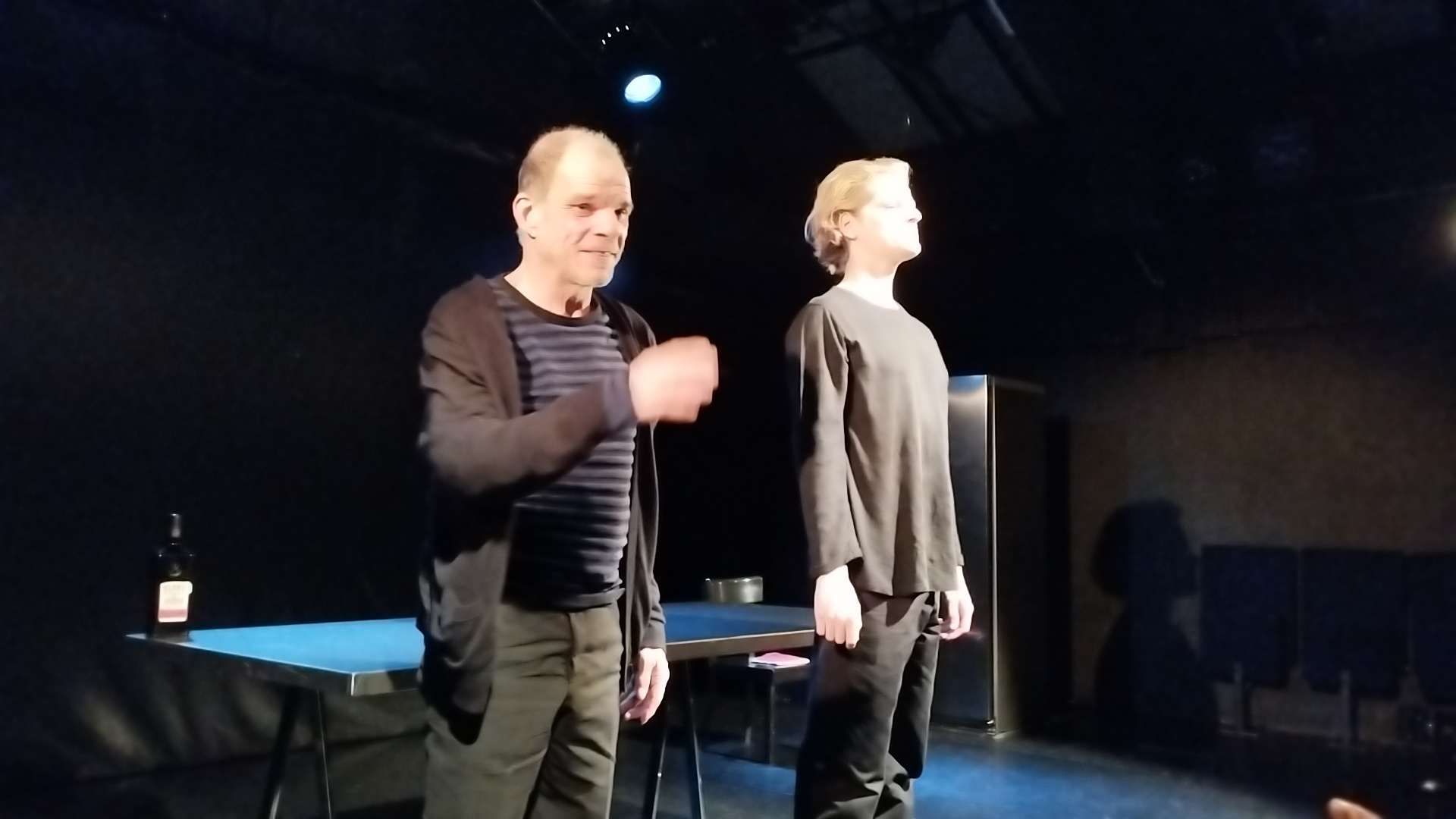
Denis Lavant et Samuel Mercer saluant le public à la fin d'une représentation de Je ne suis pas de moi, au théâtre Lucernaire, en décembre 2022.

- 2010 : La Marquise des ombres de Édouard Niermans : Antoine Gobelin adolescent
- 2011 : La Mauvaise Rencontre de Josée Dayan: rôle principal Mando
- 2012 : Nos retrouvailles de Josée Dayan : Julien Andrieu
- 2013 : Le Clan des Lanzac de Josée Dayan : Barthélemy Lanzac
- 2015 : Capitaine Marleau de Josée Dayan : Samuel Muir
- 2019 : L'Art du crime de Elsa Bennett et Hippolyte Dard
- 2022 : Capitaine Marleau Follie’s de Josée Dayan : Vincent Schoeffler

## Théâtre
- 2021 : Je ne suis pas de Moi de Roland Dubillard, Théâtre du Rond-Point
- 2022 : Je ne suis pas de Moi, Tournée et Reprise au théâtre du Lucernaire
- 2023 : Les Crabes, mise en scène Frank Hoffmann, théâtre du Chêne Noir, festival d'Avignon